# Старшая школа Хорикоси
Старшая школа Хорикоси (яп. 堀越高等学校 Хорикоси Ко:то: Гакко:, Horikoshi Kōtō Gakkō) — японская частная старшая школа. Расположена в районе Накано города Токио. Основана Тиё Хорикоси в 1923 году.

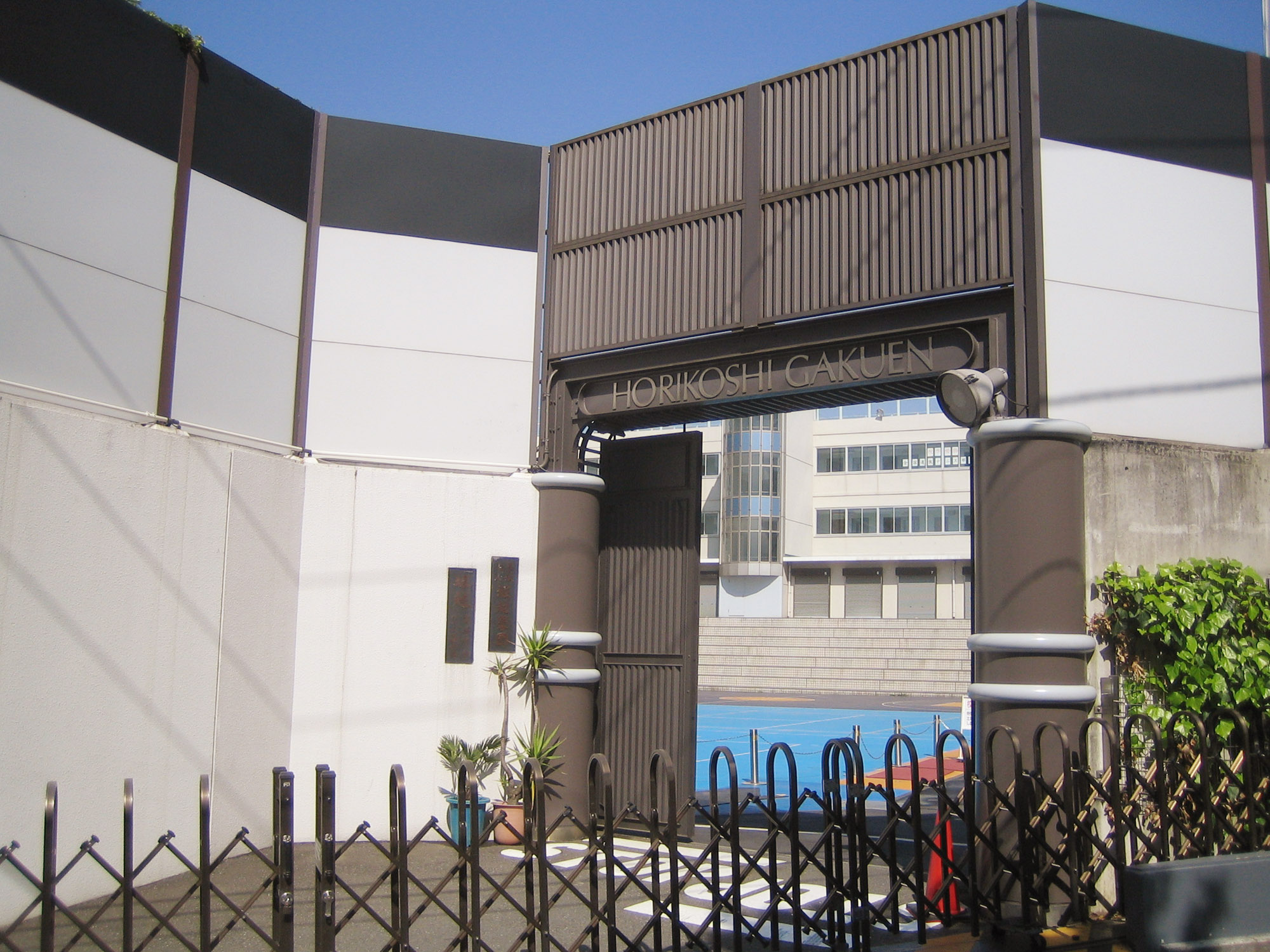
Ворота школы

Школа известна тем, что в ней учится много японских знаменитостей. Им школа удобна тем, что в ней есть возможность учиться по более гибкому графику. Также в программу обучения входят курсы по шоу-бизнесу.

## Некоторые известные ученики
- Аканиси, Дзин (певец)
- Акасака, Акира[2] (певец, Hikaru Genji)
- Ивасаки, Ёсими (певица, актриса)
- Икута, Тома (певец)
- Кавасима, Умика (актриса, певица, 9nine)
- Камики, Рюносукэ (актер, сэйю)
- Кобаяси, Рёко (актриса) (выпуск 2008 года)[1]
- Кумаи, Юрина (певица, Berryz Kobo)
- Курокава, Томока (актриса) (выпуск 2008 года)[1]
- Кусуми, Кохару (певица, Morning Musume)
- Мацумото, Дзюн (певец, актёр)
- Мидзуки, Нана (певица, сэйю)
- Миура, Харума (актер, участник группы Brash Brats)
- Морита, Аяка (певица, Bishoujo Club 31) (выпуск 2007 года)[3]
- Накадзима, Юто (певец, Hey! Say! JUMP) (выпуск 2012 года)[4]
- Рэмбуцу, Мисако[5] (актриса)
- Санада, Хироюки (актер)
- Сакамото, Сёго (актер, певец)
- Сибуя, Асука (певица, Bishoujo Club 31) (выпуск 2007 года)[3]
- Синдо, Аманэ (сэйю) (выпуск 2023 года)
- Судзуки, Айри (певица, °C-ute)
- Такабэ, Ай (певица, Bishoujo Club 31) (выпуск 2007 года)[3]
- Тинэн, Юри (певец, Hey! Say! JUMP) (выпуск 2012 года)[4]
- Тотихара, Ракуто (актёр) (выпуск 2008 года)[1][6]
- Фукада, Кёко (актриса, модель, певица, сэйю, музыкант)
- Фукуда, Саки[5] (актриса, певица, Bishoujo Club 31)
- Хамасаки, Аюми (певица)
- Хаяси, Тантан (актриса) (выпуск 2008 года)[1]
- Ямада, Рёсукэ (певец, Hey! Say! JUMP) (выпуск 2012 года)[4]
- Ямасита, Томохиса (певец, NEWS)
- Яотомэ, Хикару[5] (певец, Hey! Say! JUMP)